# Pertusaria novae-hollandiae
Pertusaria novae-hollandiae är en lavart som beskrevs av A. W. Archer. Pertusaria novae-hollandiae ingår i släktet Pertusaria och familjen Pertusariaceae.   Inga underarter finns listade i Catalogue of Life.